# Мілан Черни
Мілан Черни (чеськ. Milan Černý, нар. 16 березня 1988 року, Прага) — чеський футболіст, півзахисник клубу «Сівасспор».
Насамперед відомий виступами за клуб «Славія», а також національну збірну Чехії.

## Клубна кар'єра
Народився 16 березня 1988 року в місті Прага. Вихованець футбольної школи клубу «Славія». Дорослу футбольну кар'єру розпочав 2005 року в основній команді того ж клубу, в якій провів шість сезонів, взявши участь у 45 матчах чемпіонату.
Протягом 2008 року на правах оренди захищав кольори команди клубу «Кладно».
До складу клубу «Сівасспор» приєднався 2011 року. Наразі встиг відіграти за турецьку команду 36 матчів в національному чемпіонаті.

## Виступи за збірні
2006 року дебютував у складі юнацької збірної Чехії, взяв участь у 3 іграх на юнацькому рівні.
2009 року залучався до складу молодіжної збірної Чехії. На молодіжному рівні зіграв у 2 офіційних матчах.
2010 року дебютував в офіційних матчах у складі національної збірної Чехії. Наразі провів у формі головної команди країни 3 матчі, забивши 1 гол.